# ماسیمیلیانو واریکیو
ماسیمیلیانو واریکیو (انگلیسی: Massimiliano Varricchio؛ زادهٔ ۱۴ نوامبر ۱۹۷۶) بازیکن فوتبال اهل ایتالیا است.
از باشگاه‌هایی که در آن بازی کرده‌است می‌توان به باشگاه فوتبال اسپتزیا، باشگاه فوتبال کوزنتسا کالچو، باشگاه فوتبال کرمونزه، باشگاه فوتبال پادوا، باشگاه فوتبال دلفینو پسکارا، باشگاه فوتبال پیزا، باشگاه فوتبال ناپولی، و باشگاه فوتبال اسپال اشاره کرد.